# Notropis baileyi
Notropis baileyi är en fiskart som beskrevs av Royal D. Suttkus och Raney, 1955. Notropis baileyi ingår i släktet Notropis och familjen karpfiskar. Inga underarter finns listade i Catalogue of Life.